# ربکا گارگانو
ربکا گارگانو (ایتالیایی: Rebecca Gargano؛ زادهٔ ۱۶ دسامبر ۱۹۹۴) شمشیرباز زن اهل ایتالیا است.